# 도카마치역
도카마치역(일본어: 十日町駅)은 일본 니가타현 도카마치시에 위치한 동일본 여객철도와 호쿠에쓰 급행의 철도역이다. 도카마치 시의 중심역이며, JR 동일본 이야마 선과 호쿠에쓰 급행의 호쿠호쿠 선등 2개의 노선이 운행중이다.

## 타는 곳

### JR 동일본
단선 · 섬식의 형태를 합친 2면 3선 구조의 복합 승강장을 갖춘 지상역이다.
| 1 | ■ 이야마 선 | 상행 | 모리미야노하라 · 도가리노자와온센 · 나가노 방면 |
| 2 | ■ 이야마 선 | 상행 | 모리미야노하라 · 도가리노자와온센 · 나가노 방면 |
| 2 | ■ 이야마 선 | 하행 | 에치고카와구치 · 나가오카 방면                  |
| 3 | ■ 이야마 선 | 하행 | 에치고카와구치 · 나가오카 방면                  |

### 호쿠에쓰 급행
섬식 승강장 1면 2선의 구조를 갖춘 고가역이다.
| 11 | ■ 호쿠호쿠 선 | 하행 | 마쓰다이 · 사이가타 · 나에쓰 방면 ■ 묘코 하네우마 라인 직통 아라이 방면 |
| 12 | ■ 호쿠호쿠 선 | 상행 | 무이카마치 · 에치고유자와 방면                                          |

## 이용 현황
| 승차 인원 추이 | 승차 인원 추이 |
| 연도           | 1일 평균       |
| -------------- | -------------- |
| 2000           | 533            |
| 2001           | 532            |
| 2002           | 571            |
| 2003           | 531            |
| 2004           | 508            |
| 2005           | 502            |
| 2006           | 544            |
| 2007           | 602            |
| 2008           | 635            |
| 2009           | 624            |
| 2010           | 591            |
| 2011           | 505            |
| 2012           | 536            |
| 2013           | 547            |
| 2014           | 496            |
| 2015           | 530            |

## 역 주변
- 국도 제117호선
- 니가타 현립 도카마치 병원
- 도카마치 가정 재판소

## 인접 역
| 동일본 여객철도 이야마 선      | 동일본 여객철도 이야마 선        | 동일본 여객철도 이야마 선          |
| ------------------------------ | -------------------------------- | ---------------------------------- |
| 도이치 나가노 · 도요노 방면    | ■ 이야마 선                      | 우오누마나카조 에치고카와구치 방면 |
| 호쿠호쿠 선                    |                                  |                                    |
| 에치고유자와 에치고유자와 방면 | ■ 쾌속 '스노우 래빗'             | 나오에쓰 나오에쓰 방면             |
| 무이카마치 에치고유자와 방면   | ■ 쾌속 '스노우 래빗' (아라이 행) | 마쓰다이 나오에쓰 방면             |
| 신자 에치고유자와 방면         | ■ 보통                           | 마쓰다이 나오에쓰 방면             |